# Antón Pont i Amenós
Antoni Pont i Amenós (Tàrrega, 26 de maig de 1934)
és un empresari català, resident des del any 1955 a Reus. Ha estat president del grup d'empreses Olis Borges S.A, dedicat a negocis d'oli, fruits secs i explotacions agrícoles. Entre moltes altres iniciatives, ha estat director general d'Expro/Reus, fundador i president de Gresol Empresarial de la Catalunya Nova i president del primer i segon congressos internacionals sobre la dieta mediterrània. També és membre de la Reial Acadèmia de Ciències Econòmiques i Financeres. També ha estat president de l'International Nut & Dried Fruit, fundada a París el 1983.
El 2006 va rebre la Creu de Sant Jordi. La ciutat de Reus el va nomenar fill il·lustre.